# دهستان پشتکوه (خاش)
دهستان پشتکوه، یکی از دهستان‌های بخش پشتکوه شهرستان خاش دراستان سیستان و بلوچستان ایران است.

## جمعیت
براساس سرشماری عمومی نفوس و مسکن در سال ۱۳۹۵، جمعیت دهستان پشتکوه برابر با ۵٬۹۳۳ نفر بوده‌است.